# Godefroy Teisseire
Godefroy Teisseire (Gênes, 21 octobre 1874 - Neuilly-sur-Marne, 7 mai 1938) est un architecte parisien qui contribua au renouveau de l'architecture dans la première moitié du XXe siècle.  C'est un des architectes principaux de l'Art déco en France.

## Un début de carrière prometteur
Il réalisa au début de sa carrière un certain nombre d’œuvres qui établit sa renommée:
- Caisse d’Épargne de Provins,
- Groupe scolaire au Pré-Saint-Gervais,
- Théâtre de Fontainebleau,
- Bibliothèque universitaire de Fribourg (Suisse) en 1910,
- Hôtel pour malades du journal La Santé,
- Hôtel des Ingénieurs pour la Société amicale des anciens élèves de l'Ecole des mines de Saint-Étienne (1907)...

Il devint membre de la Société centrale des architectes en 1908 et  de la Société des artistes français en 1909.

## Un architecte de la première reconstruction

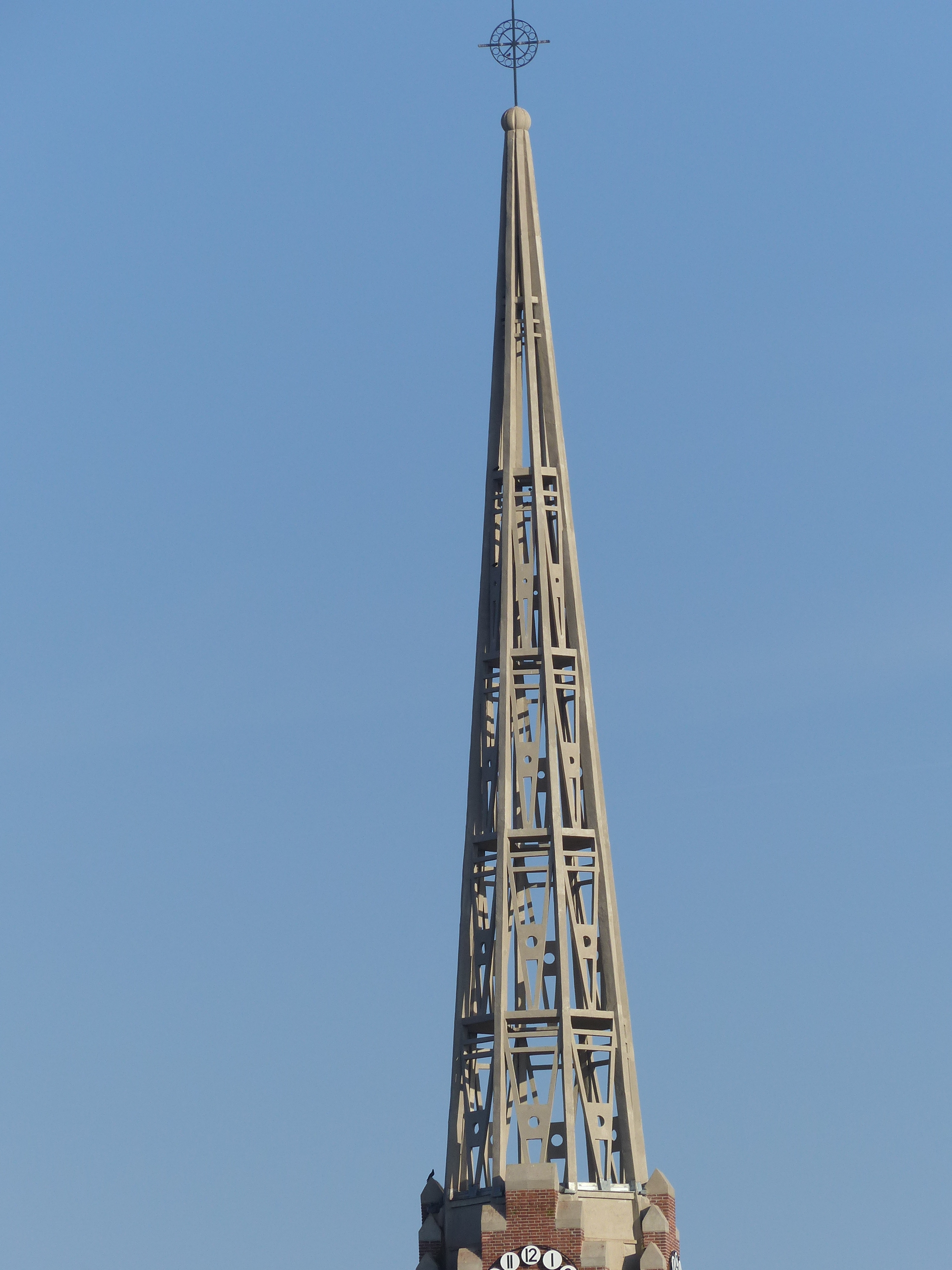
clocher en dentelle de béton armé de l'église Saint-Pierre de Lamotte-Warfusée.

Pendant l'entre-deux-guerres, il participa activement à la reconstruction des régions dévastées après la Grande Guerre. Il dirigea la reconstruction de plusieurs églises pour lesquelles il utilisa les possibilités nouvelles qu'offrait le béton armé.
Il contribua ainsi au renouveau de l'architecture religieuse en décloisonnant les espaces intérieurs et rendant plus visible l'espace liturgique. Il accorda une place importante au chemin de croix et au rite processionnel qui l’accompagne, en lien avec la commémoration du sacrifice des soldats de la Grande Guerre. 
Il privilégia les édifices à vaisseau unique selon un plan en croix latine ou parfois en croix grecque. Il renouvela les volumes grâce à des modes de couvrement nouveaux, l’emploi généralisé de la brique creuse ou du contreventement en béton. Il s’attacha à faire en sorte que le décor monumental fasse corps avec l’architecture de la façon la plus homogène possible. Certaines de ses réalisations sont marquantes de cette époque dont notamment dans le département de la Somme :
- l'église Saint-Pierre de Lamotte-Warfusée,  Inscrit MH (1994)[2],
- l'église Saint-Martin d'Hangest-en-Santerre,  Inscrit MH (1994)[3],
- l'église Saint-Didier de Chaulnes,
- l'église Saint-Pierre de Fouquescourt,
- l'église de l'Assomption de Fransart,
- l'église Saint-Médard de Punchy,
- l'église Saint-Martial de Soyécourt.

Il dirigea la construction de monuments aux morts comme celui de Villers-Bretonneux.
Il réalisa également des immeubles d'habitation comme la cité-jardin de Champigny-sur-Marne avec l'architecte Pelletier.

## Pour approfondir